# Clavinova
Clavinova — линейка цифровых фортепиано премиум-класса, разработанная и выпускаемая корпорацией Yamaha. По виду стилизованы под акустическое фортепиано, но с большим количеством функций, общие для многих электронных клавишных музыкальных инструментов, таких как возможность сохранять и загружать песни, наличие разных голосов, и, в последних моделях, возможность подключения к компьютеру через USB или беспроводную сеть.